# Premier del Nunavut
Il Premier del Nunavut (in inglese: Premier of Nunavut, in francese: Premier ministre du Nunavut) è il capo del governo del territorio canadese del Nunavut. L'autorità in questione è leggermente inferiore a quella dei primi ministri provinciali.
A differenza della maggior parte degli altri primi ministri, che sono ufficialmente nominati da un luogotenente governatore o da un commissario, perché sono i leader di un blocco di maggioranza nell'Assemblea legislativa, il Primo ministro (e governo) del Nunavut è nominato direttamente dai membri apartitici dell'Assemblea legislativa del Nunavut. secondo il sistema del «governo del consenso». Viene quindi formalmente nominato dal Commissario del Nunavat, che è tenuto ad agire su raccomandazione dell'Assemblea sia del Nunavut Act e sia del diritto consuetudinario costituzionale.

## Elenco
| Nr. | Immagine | Nome (nascita–morte)   | Mandato                             | Note  |
| --- | -------- | ---------------------- | ----------------------------------- | ----- |
| 1   |          | Paul Okalik (1964–)    | 1º aprile 1999 – 19 novembre 2008   | [ 3 ] |
| 2   |          | Eva Aariak (1955–)     | 19 novembre 2008 – 19 novembre 2013 | [ 3 ] |
| 3   |          | Peter Taptuna (1956–)  | 19 novembre 2013 – 21 novembre 2017 | [ 3 ] |
| 4   |          | Paul Quassa (1952–)    | 21 novembre 2017 – 14 giugno 2018   | [ 3 ] |
| 5   |          | Joe Savikataaq (1960–) | 14 giugno 2018 – 19 novembre 2021   | [ 3 ] |
| 5   |          | P.J. Akeeagok (1984–)  | 19 novembre 2021 – in carica        | [ 3 ] |